# Wielemicze
Wielemicze (biał. Велямічы; ros. Велемичи) – agromiasteczko na Białorusi, w obwodzie brzeskim, w rejonie stolińskim, w sielsowiecie Wielemicze.
Znajduje się tu parafialna cerkiew prawosławna pw. św. Proroka Eliasza.

## Warunki naturalne
Wielemicze są położone nad jeziorami Wagan i Syacie oraz na skraju dużego kompleksu leśno-bagiennego Błota Olmańskie rozciągającego się na południe aż za granicę białorusko-ukraińską.

## Historia
Dawniej własność Radziwiłłów, którzy ufundowali tu cerkiew. Istniała tu także kaplica katolicka należąca w XIX w. do parafii Otolczyce. Słownik geograficzny Królestwa Polskiego z II poł. XIX w. opisuje miejscowość jako odosobnioną, z dużą ilością błotnistych łąk. Zamieszkane były przez szlachtę zaściankową W dwudziestoleciu międzywojennym leżały w Polsce, w województwie poleskim, w powiecie stolińskim, w gminie Chorsk.
Po II wojnie światowej w granicach Związku Sowieckiego. Od 1991 w niepodległej Białorusi.
W pobliżu Wielemicz odkryto duże cmentarzysko kultury zarubinieckiej.